# Bebelis occulta
Bebelis occulta là một loài bọ cánh cứng trong họ Cerambycidae.